# Лемешев В'ячеслав Іванович
В'ячеслав Іванович Лемешев (рос. Вячеслав Иванович Лемешев; нар. 3 квітня 1952 — 27 січня 1996) — радянський боксер, олімпійський чемпіон 1972 року, дворазовий чемпіон Європи.

## Аматорська кар'єра
Олімпійські ігри 1972 
- 1/16 фіналу. Переміг Віема Гомміса (Індонезія) KO
- 1/8 фіналу. Переміг Ганса-Йоахіма Гауске (Німеччина) 5-0
- 1/4 фіналу. Переміг Назыфа Курана (Туреччина) TKO
- 1/2 фіналу. Переміг Марвіна Джонсона (США) TKO
- Фінал. Переміг Рейма Віртанена (Фінляндія) KO